# Anjozorobe
Anjozorobe – miasto w środkowej części Madagaskaru, w prowincji Antananarywa. Liczy 17 802 mieszkańców.
W mieście kończy się droga Route nationale 3.
Przez miasto przechodzi pielgrzymka do Anosivolakely, gdzie w 1990 roku objawiła się Maryja Dziewica.
W pobliżu położony jest Anjozorobe Forest Corridor, który jest jednym z ostatnich wysokich lasów na płaskowyżu centralnym.